# Кызыл-Маяк (Челябинская область)
Кызы́л-Мая́к — посёлок в Варненском районе Челябинской области России. Входит в Варненское сельское поселение.
Основан в 1929—1930 годы.

## География
Через посёлок протекает река Нижний Тогузак. Расстояние до районного центра села Варна 9 км.

## Население
| 2002 | 2010 | 2021 |
| ---- | ---- | ---- |
| 362  | ↘333 | ↘277 |

По данным Всероссийской переписи, в 2010 году численность населения посёлка составляла 333 человека (160 мужчин и 173 женщины).

## Улицы
Уличная сеть посёлка состоит из 4 улиц: Кооперативной, Молодёжной, Набережной, Центральной.